# Astronatelia andromedae
Astronatelia andromedae är en svampart som beskrevs av Bat. & H. Maia 1962. Astronatelia andromedae ingår i släktet Astronatelia, divisionen sporsäcksvampar och riket svampar.   Inga underarter finns listade i Catalogue of Life.